# Фабричне (Луганський район)
Фабричне — селище в Україні, у Луганській міській громаді Луганського району Луганської області. Населення становить 1507 осіб. З 2014 року є окупованим.

## Населення
Згідно з переписом УРСР 1989 року чисельність наявного населення селища становила 1152 особи, з яких 533 чоловіки та 619 жінок.
За переписом населення України 2001 року в селищі мешкали 1504 особи.

### Мова
Розподіл населення за рідною мовою за даними перепису 2001 року:
| Мова       | Відсоток |
| ---------- | -------- |
| російська  | 65,76 %  |
| українська | 34,17 %  |
| угорська   | 0,07 %   |